# Kirchschlag in der Buckligen Welt
Kirchschlag in der Buckligen Welt là một đô thị thuộc huyện Wiener Neustadt-Land trong bang Niederösterreich, Áo.